# 2. česká hokejová liga 2016/2017
Sezóna 2016/17 byla 24. ročníkem 2. české hokejové ligy. Z WSM Ligy sestoupilo po pěti letech do soutěže družstvo Salith Šumperk, zatímco z krajských přeborů postoupil HC David Servis České Budějovice. Druhý postupující z kraje, tým HHK Velké Meziříčí, se rozhodl do třetí nejvyšší soutěže nepřihlásit.
Zároveň v druhé lize skončily i celky HC Lvi Břeclav a SK Karviná.

## Systém soutěže
Soutěže se účastnilo 29 celků rozdělených do tří skupin po deseti, resp. devíti mužstvech . Celky se mezi sebou v rámci skupiny západ a střed utkaly čtyřkolově každý s každým – celkem 36 kol a ve skupině východ pětikolově každý s každým – celkem 44 kol (40 zápasů pro každý tým). Do play off postoupila z každé skupiny nejlepší osmička týmů. V prvním kole play off se hrálo na čtyři vítězná utkání, v dalších kolech na tři vítězná utkání. Play off skupin západ a střed bylo společné. Vítězné týmy semifinále společného play off skupin západ a střed a vítěz finále play off skupiny východ se v rámci kvalifikační skupiny o 1. ligu utkal dvoukolově každý s každým (celkem 4 kola) o jedno postupové místo do 1. ligy. Nejhorší týmy každé skupiny hrály skupinu o udržení ve 2. lize dvoukolově každý s každým – celkem 4 kola, nejhorší klub sestoupil do krajského přeboru.

## Přehled účastníků
Skupina Západ: HC Děčín, HC Vlci Jablonec nad Nisou, HC Vrchlabí, HC BAK Trutnov, HC Draci Bílina, HC Kobra Praha, HC Řisuty, SHC Klatovy, HC Klášterec nad Ohří, HC Baník Sokolov.
Skupina Střed: HC Lední Medvědi Pelhřimov, SKLH Žďár nad Sázavou, BK Havlíčkův Brod, SC Kolín, NED Hockey Nymburk, HC Tábor, IHC Písek, HC Moravské Budějovice 2005, KLH Vajgar Jindřichův Hradec, HC David Servis České Budějovice.
Skupina Východ: HK Nový Jičín, HC RT TORAX Poruba 2011, HC Slezan Opava, HC Kopřivnice, VHK ROBE Vsetín, HC Bobři Valašské Meziříčí, VSK Technika Brno, Salith Šumperk, SHK Hodonín.

## Západ

### Základní část
| Vysvětlivka                   |
| ----------------------------- |
| Postup do osmifinále play off |
| Tým vyřazen                   |
| Skupina o udržení ve 2. lize  |

| Poř. | Tým                        | Z  | V  | VP | PP | P  | VG  | OG  | B  |
| ---- | -------------------------- | -- | -- | -- | -- | -- | --- | --- | -- |
| 1.   | HC Kobra Praha             | 36 | 25 | 1  | 4  | 6  | 170 | 111 | 81 |
| 2.   | SHC Klatovy                | 36 | 21 | 2  | 2  | 11 | 151 | 112 | 69 |
| 3.   | HC Vlci Jablonec nad Nisou | 36 | 16 | 10 | 0  | 10 | 148 | 122 | 68 |
| 4.   | HC Stadion Vrchlabí        | 36 | 19 | 2  | 3  | 12 | 166 | 120 | 64 |
| 5.   | HC BAK Trutnov             | 36 | 12 | 5  | 7  | 12 | 120 | 115 | 53 |
| 6.   | HC Děčín                   | 36 | 14 | 3  | 5  | 14 | 127 | 121 | 53 |
| 7.   | HC Klášterec nad Ohří      | 36 | 15 | 3  | 5  | 16 | 138 | 134 | 53 |
| 8.   | HC Řisuty                  | 36 | 14 | 2  | 2  | 18 | 135 | 144 | 48 |
| 9.   | HC Draci Bílina            | 36 | 7  | 3  | 4  | 22 | 110 | 169 | 31 |
| 10.  | HC Baník Sokolov           | 36 | 5  | 1  | 3  | 27 | 78  | 195 | 20 |

## Střed

### Základní část
| Vysvětlivka                   |
| ----------------------------- |
| Postup do osmifinále play off |
| Tým vyřazen                   |
| Skupina o udržení ve 2. lize  |

| Poř. | Tým                              | Z  | V  | VP | PP | P  | VG  | OG  | B  |
| ---- | -------------------------------- | -- | -- | -- | -- | -- | --- | --- | -- |
| 1.   | BK Havlíčkův Brod                | 36 | 22 | 3  | 2  | 9  | 173 | 109 | 74 |
| 2.   | HC Tábor                         | 36 | 22 | 2  | 4  | 8  | 150 | 88  | 74 |
| 3.   | HC Moravské Budějovice 2005      | 36 | 19 | 4  | 3  | 10 | 163 | 109 | 68 |
| 4.   | SKLH Žďár nad Sázavou            | 36 | 18 | 6  | 2  | 10 | 153 | 120 | 68 |
| 5.   | SC Kolín                         | 36 | 18 | 4  | 2  | 12 | 137 | 109 | 64 |
| 6.   | NED Hockey Nymburk               | 36 | 18 | 3  | 3  | 12 | 147 | 120 | 63 |
| 7.   | HC Lední Medvědi Pelhřimov       | 36 | 14 | 0  | 4  | 18 | 157 | 185 | 46 |
| 8.   | IHC Písek                        | 36 | 9  | 3  | 4  | 20 | 129 | 167 | 37 |
| 9.   | HC David Servis České Budějovice | 36 | 9  | 0  | 0  | 27 | 107 | 195 | 27 |
| 10.  | KLH Vajgar Jindřichův Hradec     | 36 | 5  | 1  | 2  | 28 | 98  | 212 | 19 |

## Společné play off skupin střed a západ

### Osmifinále

#### Kobra Praha (1.Z) – Písek (8.S)
- HC Kobra Praha – IHC Písek 8:2 (1:0, 4:1, 3:1)
- IHC Písek – HC Kobra Praha 2:3 (0:1, 2:0, 0:2)
- HC Kobra Praha – IHC Písek 6:7 PP (1:2, 2:1, 3:3 – 0:1)
- IHC Písek – HC Kobra Praha 7:6 PP (2:3, 1:2, 3:1 – 1:0)
- HC Kobra Praha – IHC Písek 12:2 (5:0, 3:2, 4:0)
- IHC Písek – HC Kobra Praha 1:3 (1:1, 0:1, 0:1)
- Konečný stav série 4:2 na zápasy pro HC Kobra Praha.

#### Havlíčkův Brod (1.S) – Řisuty (8.Z)
- BK Havlíčkův Brod – HC Řisuty 2:4 (0:0, 0:3, 2:1)
- HC Řisuty – BK Havlíčkův Brod 2:5 (1:1, 0:2, 1:2)
- BK Havlíčkův Brod – HC Řisuty 7:2 (2:0, 4:1, 1:1)
- HC Řisuty – BK Havlíčkův Brod 3:4 SN (0:0, 2:2, 1:1 – 0:0)
- BK Havlíčkův Brod – HC Řisuty 3:1 (2:1, 0:0, 1:0)
- Konečný stav série 4:1 na zápasy pro BK Havlíčkův Brod.

#### Klatovy (2.Z) – Pelhřimov (7.S)
- SHC Klatovy – HC Lední Medvědi Pelhřimov 7:4 (1:1, 4:3, 2:0)
- HC Lední Medvědi Pelhřimov – SHC Klatovy 5:6 SN (1:1, 1:0, 3:4 – 0:0)
- SHC Klatovy – HC Lední Medvědi Pelhřimov 8:3 (2:1, 3:0, 3:2)
- HC Lední Medvědi Pelhřimov – SHC Klatovy 3:8 (1:1, 1:3, 1:4)
- Konečný stav série 4:0 na zápasy pro SHC Klatovy.

#### Tábor (2.S) – Klášterec nad Ohří (7.Z)
- HC Tábor – HC Klášterec nad Ohří 3:4 (0:0, 2:2, 1:2)
- HC Klášterec nad Ohří – HC Tábor 0:3 (0:2, 0:0, 0:1)
- HC Tábor – HC Klášterec nad Ohří 2:1 PP (1:0, 0:0, 0:1 – 1:0)
- HC Klášterec nad Ohří – HC Tábor 2:3 (0:0, 1:1, 1:2)
- HC Tábor – HC Klášterec nad Ohří 13:1 (4:1, 4:0, 5:0)
- Konečný stav série 4:1 na zápasy pro HC Tábor.

#### Jablonec nad Nisou (3.Z) – Nymburk (6.S)
- HC Vlci Jablonec nad Nisou – NED Hockey Nymburk 3:1 (1:0, 0:1, 2:0)
- NED Hockey Nymburk – HC Vlci Jablonec nad Nisou 1:5 (0:3, 0:1, 1:1)
- HC Vlci Jablonec nad Nisou – NED Hockey Nymburk 3:1 (1:1, 1:0, 1:0)
- NED Hockey Nymburk – HC Vlci Jablonec nad Nisou 3:6 (0:2, 1:0, 2:4)
- Konečný stav série 4:0 na zápasy pro HC Vlci Jablonec nad Nisou.

#### Moravské Budějovice (3.S) – Děčín (6.Z)
- HC Moravské Budějovice 2005 – HC Děčín 4:3 (1:1, 2:2, 1:0)
- HC Děčín – HC Moravské Budějovice 2005 5:2 (2:0, 2:0, 1:2)
- HC Moravské Budějovice 2005 – HC Děčín 5:6 SN (2:2, 2:0, 1:3 – 0:0)
- HC Děčín – HC Moravské Budějovice 2005 1:2 (1:1, 0:0, 0:1)
- HC Moravské Budějovice 2005 – HC Děčín 6:3 (4:0, 1:1, 1:2)
- HC Děčín – HC Moravské Budějovice 2005 3:2 SN (1:0, 0:0, 1:2 – 0:0)
- HC Moravské Budějovice 2005 – HC Děčín 4:1 (1:1, 1:0, 2:0)
- Konečný stav série 4:3 na zápasy pro HC Moravské Budějovice 2005.

#### Vrchlabí (4.Z) – Kolín (5.S)
- HC Stadion Vrchlabí – SC Kolín 2:3 (0:1, 1:2, 1:0)
- SC Kolín – HC Stadion Vrchlabí 2:4 (0:1, 1:1, 1:2)
- HC Stadion Vrchlabí – SC Kolín 4:2 (1:0, 2:1, 1:1)
- SC Kolín – HC Stadion Vrchlabí 4:2 (1:0, 0:1, 3:1)
- HC Stadion Vrchlabí – SC Kolín 4:3 (1:2, 2:0, 1:1)
- SC Kolín – HC Stadion Vrchlabí 8:2 (3:0, 3:1, 2:1)
- HC Stadion Vrchlabí – SC Kolín 6:3 (2:2, 0:1, 4:0)
- Konečný stav série 4:3 na zápasy pro HC Stadion Vrchlabí.

#### Žďár nad Sázavou (4.S) – Trutnov (5.Z)
- SKLH Žďár nad Sázavou – HC BAK Trutnov 3:1 (1:1, 2:0, 0:0)
- HC BAK Trutnov – SKLH Žďár nad Sázavou 4:2 (1:2, 0:0, 3:0)
- SKLH Žďár nad Sázavou – HC BAK Trutnov 3:2 PP (1:0, 1:2, 0:0 – 1:0)
- HC BAK Trutnov – SKLH Žďár nad Sázavou 2:3 PP (0:2, 1:0, 1:0 – 0:1)
- SKLH Žďár nad Sázavou – HC BAK Trutnov 5:1 (2:0, 2:0, 1:1)
- Konečný stav série 4:1 na zápasy pro SKLH Žďár nad Sázavou.

### Čtvrtfinále
Pro čtvrtfinále a semifinále platilo, že byl sestaven žebříček postupujících týmů podle těchto kritérií: 1. umístění ve své skupině 2. ligy po základní části, 2. získané body v základní části, 3. skóre v základní části a nejlepší tým tohoto žebříčku hrál proti nejhoršímu, druhý nejlepší proti druhému nejhoršímu atd.

#### Kobra Praha (1.Z) – Vrchlabí (4.Z)
- HC Kobra Praha – HC Stadion Vrchlabí 3:4 PP (0:2, 1:1, 2:0 – 0:1)
- HC Stadion Vrchlabí – HC Kobra Praha 6:3 (1:1, 2:1, 3:1)
- HC Kobra Praha – HC Stadion Vrchlabí 4:2 (2:0, 0:1, 2:1)
- HC Stadion Vrchlabí – HC Kobra Praha 2:4 (1:2, 1:0, 0:2)
- HC Kobra Praha – HC Stadion Vrchlabí 4:1 (1:1, 3:0, 0:0)
- Konečný stav série 3:2 na zápasy pro HC Kobra Praha.

#### Havlíčkův Brod (1.S) – Žďár nad Sázavou (4.S)
- BK Havlíčkův Brod – SKLH Žďár nad Sázavou 4:2 (0:0, 2:0, 2:2)
- SKLH Žďár nad Sázavou – BK Havlíčkův Brod 8:3 (2:2, 2:0, 4:1)
- BK Havlíčkův Brod – SKLH Žďár nad Sázavou 4:1 (0:1, 3:0, 1:0)
- SKLH Žďár nad Sázavou – BK Havlíčkův Brod 2:3 PP (0:1, 0:0, 2:1 – 0:1)
- Konečný stav série 3:1 na zápasy pro BK Havlíčkův Brod.

#### Tábor (2.S) – Jablonec nad Nisou (3.Z)
- HC Tábor – HC Vlci Jablonec nad Nisou 1:2 (0:0, 0:1, 1:1)
- HC Vlci Jablonec nad Nisou – HC Tábor 5:2 (1:0, 1:1, 3:1)
- HC Tábor – HC Vlci Jablonec nad Nisou 6:3 (1:0, 3:2, 2:1)
- HC Vlci Jablonec nad Nisou – HC Tábor 6:5 PP (0:1, 1:2, 4:2 – 1:0)
- Konečný stav série 1:3 na zápasy pro HC Vlci Jablonec nad Nisou.

#### Klatovy (2.Z) – Moravské Budějovice (3.S)
- SHC Klatovy – HC Moravské Budějovice 2005 5:2 (3:1, 1:1, 1:0)
- HC Moravské Budějovice 2005 – SHC Klatovy 8:1 (2:0, 4:1, 2:0)
- SHC Klatovy – HC Moravské Budějovice 2005 0:6 (0:1, 0:3, 0:2)
- HC Moravské Budějovice 2005 – SHC Klatovy 4:2 (0:0, 2:1, 2:1)
- Konečný stav série 1:3 na zápasy pro HC Moravské Budějovice 2005.

### Semifinále

#### Kobra Praha (1.Z) – Jablonec nad Nisou (3.Z)
- HC Kobra Praha – HC Vlci Jablonec nad Nisou 8:2 (2:1, 4:1, 2:0)
- HC Vlci Jablonec nad Nisou – HC Kobra Praha 6:5 PP (2:3, 1:0, 2:2 – 1:0)
- HC Kobra Praha – HC Vlci Jablonec nad Nisou 4:5 SN (0:1, 3:2, 1:1 – 0:0)
- HC Vlci Jablonec nad Nisou – HC Kobra Praha 2:1 PP (0:0, 1:0, 0:1 – 1:0)
- Konečný stav série 1:3 na zápasy pro HC Vlci Jablonec nad Nisou, který tak postoupil do kvalifikace o 1. ligu.

#### Havlíčkův Brod (1.S) – Moravské Budějovice (3.S)
- BK Havlíčkův Brod – HC Moravské Budějovice 2005 8:5 (2:2, 4:1, 2:2)
- HC Moravské Budějovice 2005 – BK Havlíčkův Brod 0:5 kontumačně,[4] původní výsledek byl 6:3 (1:2, 3:0, 2:1)
- BK Havlíčkův Brod – HC Moravské Budějovice 2005 8:2 (3:0, 3:2, 2:0)
- Konečný stav série 3:0 na zápasy pro BK Havlíčkův Brod, který tak postoupil do kvalifikace o 1. ligu.

## Východ

### Základní část
| Vysvětlivka                    |
| ------------------------------ |
| Postup do čtvrtfinále play off |
| Tým vyřazen                    |
| Skupina o udržení ve 2. lize   |

| Poř. | Tým                        | Z  | V  | VP | PP | P  | VG  | OG  | B   |
| ---- | -------------------------- | -- | -- | -- | -- | -- | --- | --- | --- |
| 1.   | VHK ROBE Vsetín            | 40 | 34 | 3  | 1  | 2  | 201 | 90  | 109 |
| 2.   | HC RT TORAX Poruba 2011    | 40 | 20 | 6  | 5  | 9  | 177 | 129 | 77  |
| 3.   | Draci Šumperk              | 40 | 20 | 5  | 4  | 11 | 165 | 133 | 74  |
| 4.   | SHK Hodonín                | 40 | 18 | 4  | 2  | 16 | 157 | 153 | 64  |
| 5.   | HC Slezan Opava            | 40 | 18 | 0  | 6  | 16 | 123 | 130 | 60  |
| 6.   | HC Bobři Valašské Meziříčí | 40 | 13 | 3  | 2  | 22 | 123 | 151 | 47  |
| 7.   | HK Nový Jičín              | 40 | 14 | 0  | 3  | 23 | 118 | 138 | 45  |
| 8.   | HC Kopřivnice              | 40 | 11 | 3  | 3  | 23 | 139 | 186 | 42  |
| 9.   | HC Technika Brno           | 40 | 5  | 3  | 1  | 31 | 98  | 191 | 22  |

### Play off

#### Čtvrtfinále

##### Vsetín (1.) – Kopřivnice (8.)
- VHK ROBE Vsetín – HC Kopřivnice 9:0 (3:0, 4:0, 2:0)
- HC Kopřivnice – VHK ROBE Vsetín 4:10 (2:3, 1:3, 1:4)
- VHK ROBE Vsetín – HC Kopřivnice 8:2 (2:2, 4:0, 2:0)
- HC Kopřivnice – VHK ROBE Vsetín 3:8 (0:1, 2:2, 1:5)
- Konečný stav série 4:0 na zápasy pro VHK ROBE Vsetín.

##### Poruba (2.) – Nový Jičín (7.)
- HC RT TORAX Poruba 2011 – HK Nový Jičín 3:4 (0:1, 2:0, 1:3)
- HK Nový Jičín – HC RT TORAX Poruba 2011 1:3 (1:0, 0:1, 0:2)
- HC RT TORAX Poruba 2011 – HK Nový Jičín 3:2 (0:1, 2:1, 1:0)
- HK Nový Jičín – HC RT TORAX Poruba 2011 0:3 (0:1, 0:1, 0:1)
- HC RT TORAX Poruba 2011 – HK Nový Jičín 6:5 (2:2, 1:2, 3:1)
- Konečný stav série 4:1 na zápasy pro HC RT TORAX Poruba 2011.

##### Šumperk (3.) – Valašské Meziříčí (6.)
- Draci Šumperk – HC Bobři Valašské Meziříčí 1:2 (0:0, 0:2, 1:0)
- HC Bobři Valašské Meziříčí – Draci Šumperk 2:3 (1:0, 1:2, 0:1)
- Draci Šumperk – HC Bobři Valašské Meziříčí 0:2 (0:1, 0:0, 0:1)
- HC Bobři Valašské Meziříčí – Draci Šumperk 3:4 PP (1:0, 1:2, 1:1 – 0:1)
- Draci Šumperk – HC Bobři Valašské Meziříčí 2:1 (0:0, 1:0, 1:1)
- HC Bobři Valašské Meziříčí – Draci Šumperk 2:4 (0:0, 1:0, 1:4)
- Konečný stav série 4:2 na zápasy pro tým Draci Šumperk.

##### Hodonín (4.) – Opava (5.)
- SHK Hodonín – HC Slezan Opava 5:1 (3:1, 2:0, 0:0)
- HC Slezan Opava – SHK Hodonín 5:4 (0:2, 3:0, 2:2)
- SHK Hodonín – HC Slezan Opava 3:1 (3:0, 0:1, 0:0)
- HC Slezan Opava – SHK Hodonín 4:7 (1:1, 2:3, 1:3)
- SHK Hodonín – HC Slezan Opava 4:0 (1:0, 0:0, 3:0)
- Konečný stav série 4:1 na zápasy pro SHK Hodonín.

#### Semifinále

##### Vsetín (1.) – Hodonín (4.)
- VHK ROBE Vsetín – SHK Hodonín 2:3 PP (0:1, 2:1, 0:0 – 0:1)
- SHK Hodonín – VHK ROBE Vsetín 2:4 (0:0, 1:1, 1:3)
- VHK ROBE Vsetín – SHK Hodonín 5:2 (3:2, 1:0, 1:0)
- SHK Hodonín – VHK ROBE Vsetín 2:5 (0:0, 1:2, 1:3)
- Konečný stav série 3:1 na zápasy pro VHK ROBE Vsetín.

##### Poruba (2.) – Šumperk (3.)
- HC RT TORAX Poruba 2011 – Draci Šumperk 5:4 PP (1:1, 1:2, 2:1 – 1:0)
- Draci Šumperk – HC RT TORAX Poruba 2011 4:5 (0:0, 3:1, 1:4)
- HC RT TORAX Poruba 2011 – Draci Šumperk 2:4 (0:2, 0:1, 2:1)
- Draci Šumperk – HC RT TORAX Poruba 2011 2:1 (0:0, 1:1, 1:0)
- HC RT TORAX Poruba 2011 – Draci Šumperk 4:1 (1:1, 1:0, 2:0)
- Konečný stav série 3:2 na zápasy pro HC RT TORAX Poruba 2011.

#### Finále

##### Vsetín (1.) – Poruba (2.)
- VHK ROBE Vsetín – HC RT TORAX Poruba 2011 5:1 (2:0, 1:0, 2:1)
- HC RT TORAX Poruba 2011 – VHK ROBE Vsetín 2:4 (1:3, 1:1, 0:0)
- VHK ROBE Vsetín – HC RT TORAX Poruba 2011 3:2 SN (1:0, 0:1, 1:1 – 0:0)
- Konečný stav série 3:0 na zápasy pro VHK ROBE Vsetín, který tak postoupil do kvalifikace o 1. ligu.

## Skupina o udržení
| Vysvětlivka                 |
| --------------------------- |
| Tým se udržel               |
| Sestup do krajského přeboru |

| Poř. | Tým                          | Z | V | VP | PP | P | VG | OG | B |
| ---- | ---------------------------- | - | - | -- | -- | - | -- | -- | - |
| 1.   | HC Technika Brno             | 4 | 2 | 1  | 0  | 1 | 16 | 13 | 8 |
| 2.   | KLH Vajgar Jindřichův Hradec | 4 | 2 | 0  | 0  | 2 | 18 | 16 | 6 |
| 3.   | HC Baník Sokolov             | 4 | 1 | 0  | 1  | 2 | 12 | 17 | 4 |

- 1. března:
  - HC Technika Brno – KLH Vajgar Jindřichův Hradec 2:4 (0:1, 1:1, 1:2)
- 4. března:
  - KLH Vajgar Jindřichův Hradec – HC Baník Sokolov 5:3 (3:0, 1:2, 1:1)
- 8. března:
  - HC Baník Sokolov – KLH Vajgar Jindřichův Hradec 5:4 (3:0, 1:2, 1:2)
- 11. března:
  - HC Baník Sokolov – HC Technika Brno 3:4 PP (0:0, 2:0, 1:3 – 0:1)
- 15. března:
  - HC Technika Brno – HC Baník Sokolov 4:1 (0:0, 2:0, 2:1)
- 18. března:
  - KLH Vajgar Jindřichův Hradec – HC Technika Brno 5:6 (3:1, 0:1, 2:4)

## Kvalifikace o postup do 2. ligy
- Přeborníci Plzeňského, Jihomoravského, Libereckého, Zlínského a Pardubického krajského přeboru se vzdali účasti. Na Vysočině a v Olomouckém kraji se nejvyšší krajské soutěže neorganizovaly.

V každé ze skupin se utkal dvoukolově každý s každým (doma a venku). Vítěz skupiny A se následně s vítězem skupiny B utkal o místenku v dalším ročníku 2. ligy. Tam postoupil také vítěz skupiny C. Kvalifikace se hrála dle norem pro 2. ligu.

### Účastníci
- HC Stadion Cheb (přeborník Karlovarského krajského přeboru)
- HC Letci Letňany (přeborník Pražského přeboru)
- HC Slovan Louny (přeborník Ústeckého krajského přeboru)
- HC Junior Mělník (přeborník Středočeského krajského přeboru)
- HC Slavoj Český Krumlov (přeborník Jihočeského krajského přeboru)
- HC Tambor Dvůr Králové nad Labem (přeborník Královéhradeckého krajského přeboru)
- HC Orlová (přeborník Moravskoslezského krajského přeboru)

### Kvalifikace A

#### Skupina A
| Poř. | Tým                              | Z | V | VP | PP | P | VG | OG | B  |
| ---- | -------------------------------- | - | - | -- | -- | - | -- | -- | -- |
| 1.   | HC Tambor Dvůr Králové nad Labem | 4 | 3 | 1  | 0  | 0 | 24 | 10 | 11 |
| 2.   | HC Junior Mělník                 | 4 | 2 | 0  | 0  | 2 | 19 | 15 | 6  |
| 3.   | HC Slovan Louny                  | 4 | 0 | 0  | 1  | 3 | 12 | 30 | 1  |

- HC Tambor Dvůr Králové nad Labem postoupil do dvojzápasu o postup.

- 15. března:
  - HC Slovan Louny – HC Junior Mělník 4:9 (1:2, 2:1, 1:6)
- 18. března:
  - HC Tambor Dvůr Králové nad Labem – HC Junior Mělník 3:2 (2:1, 0:1, 1:0)
- 22. března:
  - HC Slovan Louny – HC Tambor Dvůr Králové nad Labem 4:5 PP (1:1, 2:1, 1:2 – 0:1)
- 25. března:
  - HC Junior Mělník – HC Slovan Louny 6:2 (1:1, 4:0, 1:1)
- 29. března:
  - HC Junior Mělník – HC Tambor Dvůr Králové nad Labem 2:6 (1:3, 0:1, 1:2)
- 1. dubna:
  - HC Tambor Dvůr Králové nad Labem – HC Slovan Louny 10:2 (5:0, 2:2, 3:0)

#### Skupina B
| Poř. | Tým                     | Z | V | VP | PP | P | VG | OG | B |
| ---- | ----------------------- | - | - | -- | -- | - | -- | -- | - |
| 1.   | HC Letci Letňany        | 4 | 3 | 0  | 0  | 1 | 32 | 15 | 9 |
| 2.   | HC Slavoj Český Krumlov | 4 | 3 | 0  | 0  | 1 | 31 | 22 | 9 |
| 3.   | HC Stadion Cheb         | 4 | 0 | 0  | 0  | 4 | 14 | 40 | 0 |

- HC Letci Letňany postoupili do dvojzápasu o postup díky lepšímu skóre ze vzájemných zápasů.

- 15. března:
  - HC Slavoj Český Krumlov – HC Letci Letňany 5:4 (2:0, 1:2, 2:2)
- 18. března:
  - HC Stadion Cheb – HC Slavoj Český Krumlov 2:10 (0:5, 2:3, 0:2)
- 22. března:
  - HC Letci Letňany – HC Stadion Cheb 12:1 (5:0, 0:1, 7:0)
- 25. března:
  - HC Letci Letňany – HC Slavoj Český Krumlov 9:5 (4:1, 2:3, 3:1)
- 29. března:
  - HC Slavoj Český Krumlov – HC Stadion Cheb 11:7 (1:2, 5:2, 5:3)
- 1. dubna:
  - HC Stadion Cheb – HC Letci Letňany 4:7 (2:6, 1:0, 1:1)

#### O postup
- 5. dubna:
  - HC Tambor Dvůr Králové nad Labem – HC Letci Letňany 6:2 (2:2, 3:0, 1:0)
- 8. dubna:
  - HC Letci Letňany – HC Tambor Dvůr Králové nad Labem 2:3 (0:0, 1:2, 1:1)

Tým HC Tambor Dvůr Králové nad Labem postoupil do druhé ligy, když celkově zvítězil 4:0 na body.

### Kvalifikace B

#### Skupina C
Tým HC Orlová je jediným účastníkem této kvalifikace, a proto postoupil přímo do druhé ligy.